# Lycée Alexandre à Tallinn
Lycée Alexandre à Tallinn (estonien : Tallinna Aleksandri Gümnaasium) était une école située dans le quartier de Rotermann à Tallinn en Estonie.

## Présentation
Le lycée a fonctionné de 1872 à 1917 du temps de l'Empire russe. L'enseignement y était donné en allemand.

## Anciens élèves célèbres
- Julius Albert Borkvell
- Pärtel Haliste
- Martin Jervan
- Richard Jõgis
- Paul Kogerman
- Ernst-Carl-Johannes Limberg
- Johan Pitka
- Jaan Poska
- Harald Tummeltau
- Tõnis Vares